# Wiederau (Uebigau-Wahrenbrück)

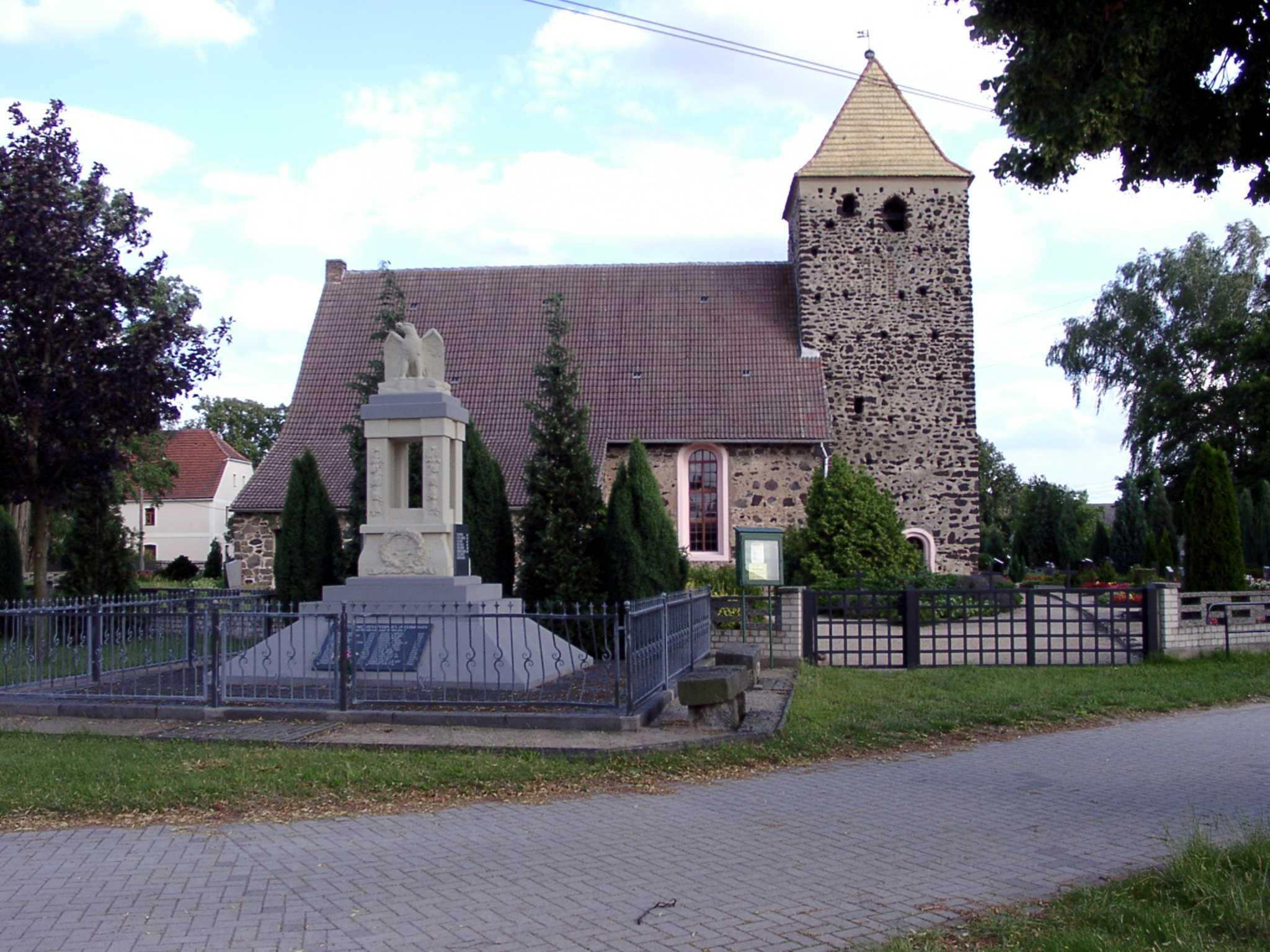
Kirche mit Mahnmal

 Wiederau ist ein Ortsteil der Stadt Uebigau-Wahrenbrück im brandenburgischen Landkreis Elbe-Elster und liegt ca. 6 km östlich von Uebigau rechtsseitig der Schwarzen Elster an der Bundesstraße 101. Derzeit leben hier 236 Einwohner.

## Geschichte

### Entwicklung des Ortsnamens
1400 Widra; 1457 Wydra; 1505 Wyddra

### Ortsgeschichte

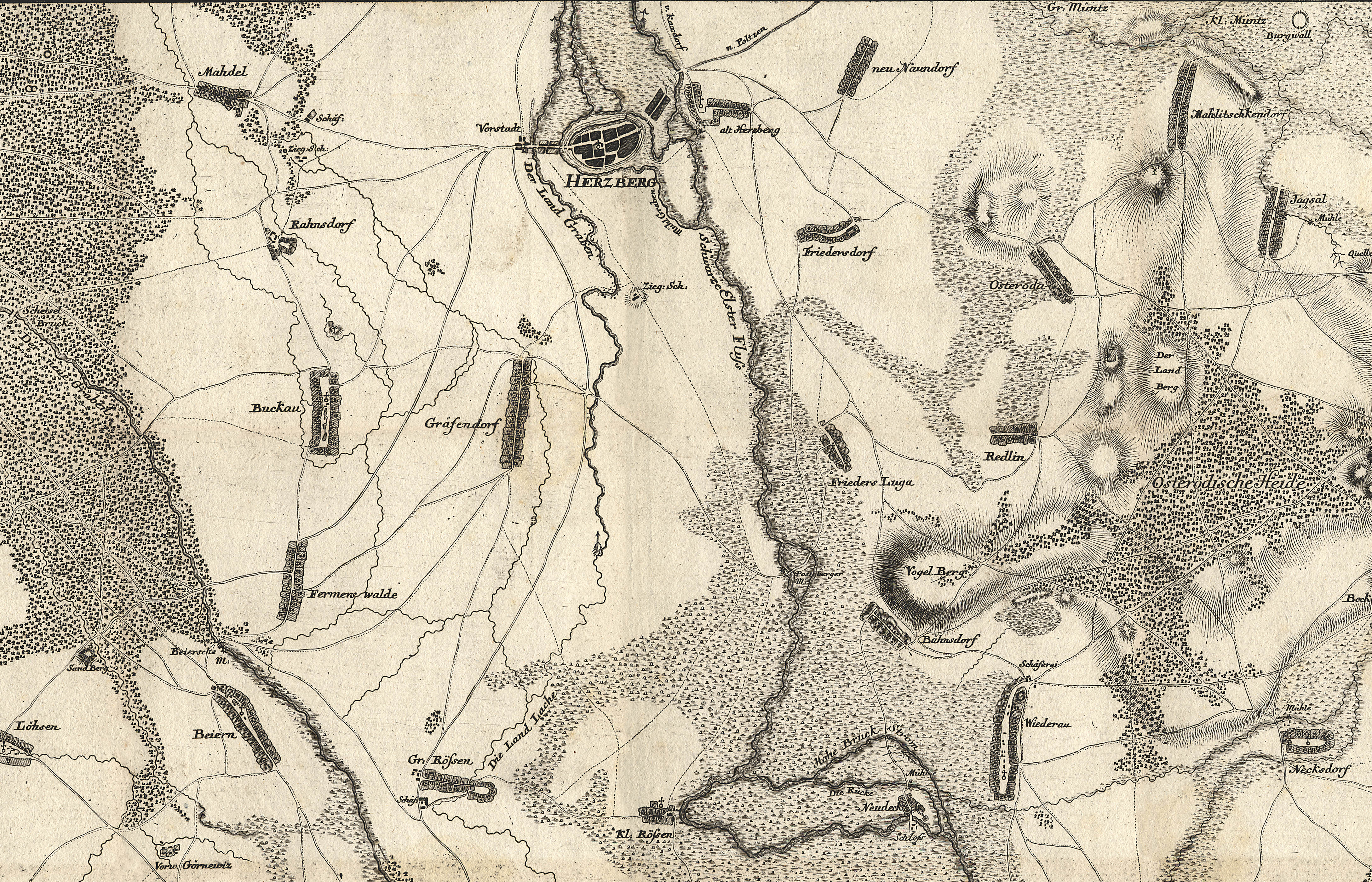
Teil aus der Cabinetskarte von Isaak Jacob von Petri mit Wiederau um 1762

Wiederau auf einer geschichtlichen Karte des Kreises Liebenwerda (1910).

Die erste urkundliche Erwähnung des Ortes erfolgte im Jahre 1250 und steht im Zusammenhang mit dem Bau der Kirche. Durch die nachfolgende Besiedlung entstand ein typisches Straßenangerdorf. Im Dreißigjährigen Krieg litt das Dorf schwer unter den durchziehenden Kaiserlichen Truppen des Obersten von Götze, welche 1631 das Dorf in Schutt und Asche legten. In dessen Nachkriegszeit entstand 1668 im Ort das Herrenhaus. 1816 kam der Ort zum Landkreis Liebenwerda, in welchem das kursächsische Amt Liebenwerda, zu dem damals auch Wiederau gehörte, aufging und mit dem 23. Juli 1952 zum Kreis Herzberg. Und 1835 besaß Wiederau zusammen mit der Bomsdorfer Mühle 69 Häuser mit 353 Einwohnern, 83 Pferden, 241 Rindern, 539 Schafen und 75 Schweinen. Ein Feuer zerstörte 1859 einen großen Teil von Wiederau.
Im Jahre 1821 wird in einer Aufstellung der Mühlen von Schlieben erstmals eine Bockwindmühle aufgeführt, welche seit einigen 20 Jahren neu errichtet wurde. Um 1900 ist sie im Messtischblatt enthalten und 1925 ist ihr Bestand noch einmal vermerkt.
1908 wurde außerhalb des Ortes, auf dem Bahnsdorfer Berg ein Kriegerdenkmal vom Kriegerverein Wiederau-Bahnsdorf-Neudeck unter maßgeblicher Beteiligung des Gutsherren von Neudeck, Major Lettre, errichtet, welches an die Gefallenen aus den Kriegen von 1864, 1866 und 1870/71 erinnern soll.
1910 besaß Wiederau 325 sowie der Gutsbezirk Wiederau 124 Einwohner.
Am 23. April 1945 trafen vorrückende Truppen der zur Roten Armee gehörenden 1. Ukrainischen Front auf Wiederau.
Das Dorf wurde gemeinsam mit Bahnsdorf und Drasdo am 31. Dezember 2001 in die Stadt Wahrenbrück eingemeindet, die sich am folgenden Tag in Uebigau-Wahrenbrück umbenannte.

### Das Rittergut Wiederau
Wiederaus Rittergutsgeschichte ist zunächst eng mit der der von Neudeck verbunden. Hauptkern der Adelsherrschaft waren hier die Ortschaften Neudeck, Wiederau und Bahnsdorf.
Der Adelsherr von Rabiel lässt sich 1474 nachweisen. 1504 kaufte Ludolph von Brandenstein, welcher bereits 1499 eine Hälfte von Theisa erstanden hatte, die Herrschaft einem Helferich von Meckaw ab. Das Geschlecht derer von Brandenstein saß im Mittelalter in vielen Orten Thüringens und so wurden sie auch in dieser Gegend zu einer der wohlhabendsten Familien der Umgebung, was ihre Steuerregister belegten. 1545 wurde Moritz Christoph von Brandenstein vom Kurfürsten mit den Dörfern Neudeck, Bahnsdorf und Wiederau beliehen. Nach dessen Tod 1558, folgte ihm am 17. Juni 1558 sein Sohn Siegmund v. Brandenstein († 1579) mit denselben Gütern und später dessen Söhne Sigmund, Hans und Heinrich. 1580 hatten die Brüder sich soweit geeinigt, so dass Siegmund die südlichen Güter des Besitzes erhielt. Heinrich von Brandenstein saß auf Neudeck und Hans bekam Wiederau, welcher sich 1593 mit Anna von Minkwitz verheiratete und ihr sein Gut für 2200 Taler verpfändete. Das Rittergut wechselte später noch oft den Besitzer und so lassen sich mindestens 15 verschiedene Herren seit 1474 für Wiederau nachweisen, darunter Johann George Siegmund von Rephun.

### Bevölkerungsentwicklung
| Jahr | Einwohner                |
| ---- | ------------------------ |
| 1529 | 19 Hüfner und 9 Gärtner  |
| 1555 | 29 Hüfner und 12 Gärtner |
| 1835 | 353                      |
| 1875 | 400                      |
| 1890 | 410                      |
| 1910 | 430                      |

| Jahr | Einwohner |
| ---- | --------- |
| 1925 | 450       |
| 1933 | 420       |
| 1939 | 535       |
| 1946 | 390       |
| 1950 | 512       |
| 1964 | 390       |

| Jahr | Einwohner |
| ---- | --------- |
| 1971 | 368       |
| 1981 | 322       |
| 1985 | 325       |
| 1989 | 334       |
| 1990 | 334       |
| 1991 | 335       |

| Jahr | Einwohner |
| ---- | --------- |
| 1992 | 339       |
| 1993 | 332       |
| 1994 | 341       |
| 1995 | 328       |
| 1996 | 328       |
| 2005 | 319       |

| Jahr | Einwohner |
| ---- | --------- |
| 2016 | 256       |
| 2019 | 236       |

## Kultur und Sehenswürdigkeiten

### Bauwerke und Kulturdenkmale
→ Siehe auch: Liste der Baudenkmale in Uebigau-Wahrenbrück & Liste der Bodendenkmale in Uebigau-Wahrenbrück
- Feldsteinkirche aus dem 13. Jahrhundert

Die Wiederauer Pfarrkirche, in welche auch die Dörfer Neudeck und Bahnsdorf eingepfarrt sind, befindet sich im Süden des alten, langgestreckten Dorfangers.
Der Feldsteinbau aus dem 13. Jahrhundert besteht aus Kirchenschiff, eingezogenem Westquerturm und nordöstlichem Anbau. Der vorwiegend aus Raseneisenstein bestehende Turm wurde erst im 15. Jahrhundert errichtet und der Anbau im frühen 20. Jahrhundert. Nachdem die Kirche durch einen Brand im Dreißigjährigen Krieg 1631 schwer beschädigt worden war, erfolgte zwischen 1661 und 1671 wieder ihre Instandsetzung, wobei auch alle Fenster erweitert wurden. Auf der Nord- und Südseite des Schiffs haben sich zwei mittelalterliche Rücksprungportale mit Backsteingewände erhalten. Auf dem die Kirche umgebenden Friedhof befindet sich ein Grabmal der Familie von Rephun, welche Ende des 18. Jahrhunderts auf dem Wiederauer Rittergut ansässig war, in Form eines Eichenstamms aus der Zeit um 1800, sowie ein zeitgleiches in Form einer kannelierten Säule mit Inschriftenkartusche und Flammenvase.
- Kriegerdenkmal am Bahnsdorfer Berg

Das mit einem höhlenartigen Innenraum gestaltete und mit Inschriften versehene wuchtige Denkmal wurde 1908 an der heutigen Bundesstraße 101 am Bahnsdorfer Berg ungefähr 1 km nördlich von Wiederau eingeweiht. Es soll an die in den Einigungskriegen 1864, 1866 und 1870/71 gefallenen Einwohner aus Wiederau, Neudeck und Bahnsdorf erinnern. Das Denkmal ist inzwischen stark einsturzgefährdet.
Siehe Hauptartikel: Kriegerdenkmal am Bahnsdorfer Berg
- Kriegerdenkmal am Friedhof

Das mit einem schmiedeeisernen Zaun umfriedete Denkmal befindet sich unmittelbar neben der spätmittelalterlichen Feldsteinkirche des Ortes und soll an die in den beiden Weltkriegen gefallenen Einwohner aus Wiederau, Bahnsdorf und Neudeck erinnern.
Siehe Hauptartikel: Kriegerdenkmal Wiederau

### Jährliche Feste und Veranstaltungen
Jedes Jahr im August findet im örtlichen Freibad das Dorf- und Kinderfest statt.

## Persönlichkeiten
- Hans Moritz Graf von Brühl (* 20. Dezember 1736 in Wiederau; † 9. Juni 1809 in London) war ein Gesandter und Erfinder.[16]